# Люн Чу Вай, Тони
Тони Люн Чу Вай (англ. Tony Leung Chiu Wai, кит. 梁朝偉, кант.-рус. Лён Чхиувай, кит.-рус. Лян Чаовэй; род. 27 июня 1962, Британский Гонконг, Британская империя) — гонконгский актёр.

## Биография
Тони Люн родился и вырос в Гонконге. Отец ушёл из семьи, когда он был ещё ребёнком. В 1982 году Тони окончил актёрские курсы на телеканале TVB и стал актёром. Известность довольно быстро пришла к нему благодаря комедийным ролям на телевидении и в кино.
Многие считают, что прорывом для Тони Люна стала роль в фильме Джона Ву «Круто сваренные» (1992), где он снялся вместе с Чоу Юньфатом. Хотя впервые Люн привлек внимание за пределами Гонконга в фильме Хоу Сяосяня
«Город скорби» (1989), который получил главную премию на Венецианском кинофестивале.
Однако, наиболее известен и почитаем Тони Люн стал благодаря совместным работам с режиссёром Вонгом Карваем. К наиболее примечательным его ролям в фильмах Кар Вая относятся такие персонажи, как одинокий полицейский в фильме «Чунгкинский экспресс» (1994), китайский эмигрант-гомосексуал, живущий в Аргентине, в фильме «Счастливы вместе» (1997) и жертва супружеской измены в фильме «Любовное настроение» (2000). Последняя роль принесла Тони Люн премию Лучшего актёра в Каннах.
К другим примечательным фильмам с участием Тони Люна относятся «Пуля в голове» (1990) и «Битва у Красной скалы» (2008) и «Битва у Красной скалы 2» (2009) Джона Ву, «Любовь к тратам» (1986) Стэнли Квана, «Лунатики» (1986) Дерека Йи, «Китайская история призраков 3» (1991) Чэн Сяодуна, «Велорикша» (1995) Чан Ань Хунга, «Самая долгая ночь» (1998) Патрика Яу, «Цветы Шанхая» (1998) Хоу Сяосяня, «Двойная рокировка» (2002) Эндрю Лау и Алана Мака и «Вожделение» (2007) Энга Ли.
В 2014 году вошёл в состав жюри 64-го Берлинского кинофестиваля.
В дополнение к его актёрской карьере Тони Люн — очень популярный певец. Хотя он тщательно выбирает серьёзные роли, но продолжает появляться и в фарсах и в фильмах категории Б, что делает его одним из наиболее сложным актёром в Гонконге для какой-либо классификации.
В 2021 году состоялся голливудский дебют Тони Люна в фильме Кинематографической вселенной Marvel «Шан-Чи и легенда десяти колец».

## Личная жизнь
21 июля 2008 года в Бутане женился на актрисе Карине Лау, с которой его связывали давние романтические отношения.

## Фильмография
| Год  |   | Русское название                 | Оригинальное название                     | Роль                   |
| ---- | - | -------------------------------- | ----------------------------------------- | ---------------------- |
| 2025 | ф | Тихий друг                       | Silent Friend                             | Тони                   |
| 2023 | ф | Голдфингер                       | The Goldfinger / 金手指                   | Генри Чхин Ятъинь      |
| 2023 | ф | Скрытый клинок                   | Hidden Blade / 无名                       | Директор Хэ            |
| 2021 | ф | Шан-Чи и легенда десяти колец    | Shang-Chi and the Legend of the Ten Rings | Сюй Венву              |
| 2013 | ф | Великий мастер                   | 一代宗师                                  | Ип Ман                 |
| 2009 | ф | Битва у Красной скалы 2          | 赤壁下                                    | Чжоу Юй                |
| 2008 | ф | Битва у Красной скалы            | 赤壁上                                    | Чжоу Юй                |
| 2007 | ф | Вожделение                       | 色，戒                                    | Господин И             |
| 2006 | ф | Признания боли                   | 傷城                                      |                        |
| 2005 | ф | Сеульский расклад                | 韓城攻略                                  |                        |
| 2004 | ф | 2046                             | 2046                                      |                        |
| 2003 | ф | Звук цветов                      | 地下鐵                                    |                        |
| 2003 | ф | Двойная рокировка 3              | 無間道III終極無間                         | Чань Винъянь           |
| 2003 | ф | Моя счастливая звезда            | 行運超人                                  |                        |
| 2002 | ф | Герой                            | 英雄                                      | Сломанный меч          |
| 2002 | ф | Двойная рокировка                | 無間道                                    | Чань Винъянь           |
| 2002 | ф | Китайская одиссея 2002           | 天下無雙                                  | Ли Илан                |
| 2001 | ф | Люби меня, люби мои деньги       | 有情飲水飽                                |                        |
| 2001 | ф | Сражаясь за любовь               | 同居蜜友                                  |                        |
| 2000 | ф | Исцеляющие сердца                | 俠骨仁心                                  |                        |
| 2000 | ф | Любовное настроение              | 花樣年華                                  | Чоу Мован              |
| 2000 | ф | Токийский расклад                | 東京攻略                                  |                        |
| 1999 | ф | Великолепный                     | 玻璃樽                                    | Альберт                |
| 1998 | ф | К тебе или ко мне?               | 每天愛你８小時                            |                        |
| 1998 | ф | Цветы Шанхая                     | 海上花                                    |                        |
| 1998 | ф | Любовь вне времени               | 超時空要愛                                |                        |
| 1998 | ф | Самая долгая ночь                | 暗花                                      |                        |
| 1997 | ф | Полуночный китайский экспресс    | 黑獄斷腸歌之砌生豬肉                      |                        |
| 1997 | ф | Безумная миссия’97               | 最佳拍檔之醉街拍檔                        |                        |
| 1997 | ф | Счастливы вместе                 | 春光乍泄                                  | Лай Юйфай              |
| 1996 | ф | Войны мафии                      | 洪興仔之江湖大風暴                        |                        |
| 1996 | ф | Слепая любовь                    | 偷偷愛你                                  |                        |
| 1995 | ф | Велорикша                        | Cyclo / Xích lô / 三輪車伕                | "Поэт"                 |
| 1995 | ф | Небеса не ждут                   | 救世神棍                                  |                        |
| 1995 | ф | Доктор Мак                       | 流氓俠醫                                  |                        |
| 1994 | ф | Прах времён                      | 東邪西毒                                  | Слепой фехтовальщик    |
| 1994 | ф | Чунцинский экспресс              | 重慶森林                                  | Вэй, полицейский № 663 |
| 1994 | ф | Возвращение                      | 等著你回來                                | Ли Ик Чунг             |
| 1994 | ф | Победители будут всегда          | 至尊賭皇之千王爭霸戰                      |                        |
| 1993 | ф | Он не тяжёлый — это же мой отец! | 新難兄難弟                                |                        |
| 1993 | ф | Том, Дик и Хэйри                 | 風塵三俠                                  | Том                    |
| 1993 | ф | Волшебный журавль                | 新仙鶴神針                                |                        |
| 1993 | ф | Двое в своём роде                | 情人知己                                  |                        |
| 1993 | ф | Герой из-за пределов времени     | 正牌韋小寶之奉旨溝女                      |                        |
| 1993 | ф | Три лета                         | 哥哥的情人                                |                        |
| 1993 | ф | Конец пути                       | 異域２：孤軍                              |                        |
| 1993 | ф | Бабочка и меч                    | 新流星蝴蝶劍                              |                        |
| 1993 | ф | Герои, стреляющие по орлам       | 射鵰英雄傳之東成西就                      | Оуян Фэн               |
| 1992 | ф | Дни тупости                      | 亞飛與亞基                                |                        |
| 1992 | ф | Оседлай дракона                  | 反斗馬騮                                  |                        |
| 1992 | ф | Счастливая встреча               | Оригинальное название неизвестно          |                        |
| 1992 | ф | Круто сваренные                  | 辣手神探                                  | Тони                   |
| 1991 | ф | Банкет                           | 豪門夜宴                                  |                        |
| 1991 | ф | Китайская история призраков 3    | 倩女幽魂 III                              |                        |
| 1991 | ф | The Tigers                       | 五虎將之決裂                              |                        |
| 1991 | ф | Don’t Fool Me                    | 中環英雄                                  |                        |
| 1991 | ф | Великие притворщики              | Оригинальное название неизвестно          |                        |
| 1991 | ф | Сказочная любовь                 | Оригинальное название неизвестно          |                        |
| 1990 | ф | Дикие дни                        | A Fei jingjyuhn / 阿飛正傳                | Чоу Мовань             |
| 1990 | ф | Пуля в голове                    | 喋血街頭                                  | А Би                   |
| 1990 | ф | Королевский негодяй              | 沙灘仔與周師奶                            |                        |
| 1989 | ф | Моё сердце это та вечная роза    | Sha shou hu die meng / 殺手蝴蝶夢         | Чюн                    |
| 1989 | ф | Город скорби                     | Bēiqíng chéngshì / 悲情城市               | Вэньчин                |
| 1989 | ф | Семь воинов                      | 忠義群英                                  |                        |
| 1989 | ф | Навсегда в моём сердце           | Оригинальное название неизвестно          |                        |
| 1988 | ф | Я люблю Марию                    | 鐵甲無敵瑪利亞                            |                        |
| 1987 | ф | Просто герой                     | 人民英雄                                  |                        |
| 1987 | ф | Happy Go Lucky                   | 開心快活人                                |                        |
| 1986 | ф | You Will I Will                  | Оригинальное название неизвестно          |                        |
| 1986 | ф | Любовь впустую                   | Dì Xià Qíng / 地下情                      | Тони                   |
| 1986 | ф | Лунатики                         | 癲佬正傳                                  | Догги                  |
| 1985 | ф | Young Cops                       | 青春差館                                  |                        |
| 1985 | ф | Fascinating Affairs              | 花心紅杏                                  |                        |
| 1983 | ф | Mad Mad 83                       | 瘋狂83                                    |                        |

## Награды и номинации
- Каннский кинофестиваль

- 2000 победил в категории «Лучший актёр» (Любовное настроение)

- «Золотая лошадь»

- 2007 победил в категории «Лучший актёр» (Вожделение)
- 2003 победил в категории «Лучший актёр» (Двойная рокировка)
- 2000 номинирован в категории «Лучший актёр» (Любовное настроение)
- 1994 победил в категории «Лучший актёр» (Чунгкингский экспресс)

- «Гонконгская кинопремия»

- 2005 победил в категории «Лучший актёр» (2046)
- 2003 победил в категории «Лучший актёр» (Двойная рокировка)
- 2001 победил в категории «Лучший актёр» (Любовное настроение)
- 1999 номинирован в категории «Лучший актёр» (Самая долгая ночь)
- 1998 победил в категории «Лучший актёр» (Счастливы вместе)
- 1995 победил в категории «Лучший актёр» (Чунгкингский экспресс)
- 1993 номинирован в категории «Лучший актёр второго плана» (Круто сваренные)
- 1990 победил в категории «Лучший актёр второго плана» (Навсегда в моём сердце)
- 1988 победил в категории «Лучший актёр второго плана» (Просто герой)
- 1987 номинирован в категории «Лучший актёр» (Любовь к тратам)

- На Венецианском кинофестивале 2023 года Тони Люн Чу Вай получит почётного «Золотого льва» за вклад в кинематограф[5]